# Karl Leonhard
Karl Leonhard (* 21. März 1904 in Edelsfeld, Bayern; † 23. April 1988 in Berlin) war ein deutscher Psychiater, welcher in der Tradition von Carl Wernicke und Karl Kleist stand und deren Arbeiten fortführte. Er entwickelte eine differenzierte Klassifikation der endogenen Psychosen nach nosologischen Kriterien.
Darüber hinaus hat Leonhard ein vielfältiges Werk zu unterschiedlichen psychologischen, psychotherapeutischen und biopsychologischen Themen verfasst und eine Klassifikation des menschlichen Ausdruckes hinterlassen, die Mienen, Gesten und Phone nach inhaltlichen Kriterien ordnet.
Leonhard war Humanist und setzte sich zeitlebens für einen würdevollen Umgang mit psychisch erkrankten Menschen ein. Während der Zeit des Dritten Reiches gehörte Leonhard, wie Karl Kleist, zu denjenigen Psychiatern, die keine gefährdenden Diagnosen mehr stellten, um die Patienten vor der Ermordung im Rahmen der Aktion T4 zu bewahren. Insbesondere die schizophrenen Diagnosen wurden nicht mehr gestellt oder dokumentiert. In der Nachkriegszeit wechselte er in die DDR, wo er bis zu seinem Tode wissenschaftlich arbeitete.

## Lebenslauf
Karl Leonhard wurde am 21. März 1904 in Edelsfeld bei Sulzbach/Oberpfalz als sechstes von elf Kindern des Pfarrers Oskar Leonhard und seiner Frau Julie geboren.
Von 1910 bis 1914 besuchte er die Volksschule im Wilchenreuth bei Weiden/Oberpfalz und anschließend das Humanistische Gymnasium von 1914 bis 1923.
Er studierte von 1923 bis 1928 in Erlangen, Berlin und München Medizin. 1929 promovierte er zum Dr. med. in Erlangen.
1929 bis 1931 arbeitete er als Arzt an der Psychiatrischen und Nervenklinik der Universität Erlangen, danach 1931–1935 an der Heil- und Pflegeanstalt in Gabersee (Wasserburg am Inn). Es folgte eine Anstellung 1935 an der Heilanstalt Erlangen. 1931 heiratete er auch.
1936 wurde er von Karl Kleist zum Oberarzt an die Nervenklinik der Stadt und Universität Frankfurt am Main gerufen. 1937 erfolgte die Habilitation durch Karl Kleist für eine in Gabersee/Oberbayern angefertigte Arbeit; anschließend folgte eine Dozentur für Psychiatrie und Neurologie an der Universität Frankfurt.
1946 wurde er zum außerplanmäßigen Professor an der Universität Frankfurt ernannt.
1950 wurde Leonhard zu Gunsten von Jürg Zutt, der eine andere Lehrmeinung vertrat (Anthropologie, Daseinsanalyse, Sozialpsychiatrie), nicht zum Nachfolger von Kleist ernannt. 1955 erfolgte die Umsiedlung in die DDR, als Ordinarius für Psychiatrie und Neurologie war er an der Medizinischen Akademie Erfurt tätig.
1957 wurde er zum Ordinarius für Psychiatrie und Neurologie an der Humboldt-Universität zu Berlin ernannt. Er erhielt die medizinische Leitung der Nervenklinik der Charité.
1964 wurde Zutt emeritiert und es erfolgte aus Frankfurt ein Ruf auf einen Lehrstuhl, den er nicht annehmen konnte, weil die Behörden der DDR die Ausreise nicht erlaubten, obwohl er 1955 bei seinem Wechsel vertraglich die Zusage ausgehandelt hatte, einem eventuellen Ruf an eine westdeutsche Universität folgen zu dürfen. Er blieb an der Charité. Im Jahr 1965 wurde er zum Mitglied der Leopoldina gewählt.
Neben der Beschäftigung mit endogenen Psychosen widmete sich Leonhard der Psychotherapie, er gründete 1958 eine der ersten Psychotherapieabteilungen Deutschlands an einer Universitätsklinik, in der er eine eigenständige Form der Psychotherapie praktizierte, die „Individualtherapie der Neurosen.“
31. Mai 1969 erfolgte die Emeritierung in Berlin.
Am 1. August 1969 kam es zur Wiederberufung zum ord. Professor ohne Lehrverpflichtung oder administrative Aufgaben; als Entschädigung für den Vertragsbruch von 1964.
Ab 1969 wechselte Leonhard in ein anderes Arbeitszimmer an der Charité, hatte weiterhin eine Sekretärin und eine wissenschaftliche Mitarbeiterin, ging täglich wissenschaftlicher Arbeit nach und war vor allem in der Forschung tätig. Zwischen 1928 und 1988 erarbeitete er 21 Monographien und 263 Publikationen.
Bis kurz vor seinem Tode am 23. April 1988 in Berlin ging er seiner Arbeit an der Charité nach.
1984 wurde er mit dem Orden Stern der Völkerfreundschaft in Silber ausgezeichnet.

## Einteilung der endogenen Psychosen

### Unitaristischer und ätiologischer Ansatz
Laut Leonhard entstanden mit Beginn des 19. Jahrhunderts zwei gegensätzlich ausgerichtete Traditionen in der Diskussion der Krankheitslehre (Nosologie) der endogenen Psychosen, die sich bis heute in ihren jeweils weiterentwickelten Formen gegenüberstehen.
1. Einerseits die Auffassung von einer einheitlichen Psychose (unitaristische Konzeption), die unter anderem von Wilhelm Griesinger und Heinrich Neumann entwickelt wurde. Diese Tradition geht von einigen wenigen Ursachen psychotischer Erkrankungen aus, die über Nosologie und verschiedene Symptome hinweg weitgehend bestimmend sind. Die vielfältigen Erscheinungsformen der Psychosen und Schizophrenien werden hiernach lediglich als individuelle Verlaufsformen verstanden, denen im Wesentlichen gleichförmige Ursachen zugrunde liegen. Diese unitaristische Sichtweise stellt deshalb nur wenige diagnostische Einheiten (große Gruppen) auf und wurde auch zunächst durch die moderne Pharmakopsychiatrie bestätigt, da sich die meisten Medikamente bei vielen „Psychosen“ scheinbar unabhängig von der Differentialdiagnose erfolgreich einsetzen lassen. So sind auch die heute dominierenden Klassifikationen ICD und DSM im Wesentlichen unitaristisch, beinhalten aber auch prognoseorientierte Kriterien (wie etwa von Kraepelin aufgestellt) sowie symptomatologisch orientierte Kriterien (wie von Eugen Bleuler und Kurt Schneider verwendet).
2. Dem entgegen steht das „ätiologische Konzept“ von Carl Wernicke und Karl Kleist, woraus Leonhard die bislang differenzierteste Aufteilung endogener Psychosen entwickelt hat. Diese Tradition geht davon aus, dass es aufgrund detaillierter klinischer Beobachtungen zahlreiche unterschiedliche Ursachen für Schizophrenien geben muss. Der Begriff „Schizophrenie“ kann demnach generell nur ein grober Sammelbegriff sein, der in Wirklichkeit eine Gruppe voneinander zu trennender Erkrankungen bezeichnet, welche sich lediglich oberflächlich ähneln. Eine wesentliche Stütze dieser Sichtweise ist die von Leonhard akribisch herausgearbeitete Beobachtung, dass sich zuvor distinkt beschriebene Einzelsymptome in einem konkret vorgefundenen Patienten niemals miteinander vermischen, sondern lediglich kombinieren. Sie bleiben immer Einzelsymptome, die lediglich an einem Patienten gleichzeitig auftreten können. Nach dieser Sichtweise kann ein Patient unter Umständen gleichzeitig an verschiedenen Subtypen der Psychosen erkrankt sein.

Als zwischen beiden Konzeptionen vermittelnd wird heute oft das Werk von Emil Kraepelin angesehen (Dichotomie der endogenen Psychosen), das aber keinen Beitrag zur Klärung der Verursachung (Ätiologie) der endogenen Psychosen leisten konnte.
Die unitaristische Sichtweise in der Psychiatrie ist mit einer „Gesamtbetrachtung“ vergleichbar, die aus dem Mangel entsteht, dass sich neuronale Prozesse weitgehend dem Kenntnisstand entziehen. Es werden dabei nur einige wenige Erkrankungsformen unterschieden und medikamentös oder psychotherapeutisch eher global behandelt. Die unitaristische und die ätiologische Sichtweise stehen sich gegenüber.
Zugunsten der unitaristischen Sichtweise spricht, dass sich die Psychopharmaka heute allgemein als sehr wirksam erweisen und vielen Patienten helfen können, auch wenn die im Einzelfall dahinter stehenden krankhaften Veränderungen nicht verstanden werden. Eine kausale Therapie schizophrener oder psychotischer Erkrankungen ist heute aber nicht möglich, und es gibt eine größere Zahl an psychiatrischen Formenbeständen, die nicht ausreichend behandelt werden können, sondern typischerweise progredient verlaufen und sich systematisch verschlechtern. Die Psychopharmaka können den ungünstigen Verlauf oft nur abdämpfen und verzögern, aber das Auftreten neuer Schübe nicht verhindern. Nach dieser Sichtweise sind die heute verfügbaren Psychopharmaka einer oft zu unspezifischen Erste-Hilfe-Leistung vergleichbar, die mangels spezifischer, besserer Behandlungsmethoden weiter fortgeführt werden müsse. Sie wirken nicht oder nur wenig selektiv bei den von Leonhard aufgestellten Klassen auf die von ihm postulierten, jedoch unbekannten spezifischen Ursachen.

### Bedeutung der Leonhardschen Klassifikation
Bekannt war Leonhard lediglich ein breites Spektrum verschiedener, aber voneinander abgrenzbarer Symptome, wobei ihm die biochemischen Ursachen zeitlebens weitgehend unbekannt blieben. Seine Klassifikation unterteilt psychiatrische Formenbestände ausschließlich nach nosologischen und ätiologischen Kriterien und zieht detaillierte Beobachtungen der Symptomatik heran. Die Ursachen psychiatrischer Erkrankungen seien jedoch komplexer als chirurgische Unfallfolgen und gingen nicht auf eine einzelne Noxe zurück, sondern auf eine Abfolge von Einflüssen und Prozessen, die sich ihrerseits gegenseitig beeinflussen.
Die Patienten haben nach dieser Sichtweise einen längeren und verwickelten Leidensweg hinter sich, mit dem sich die Erkrankung und die Symptomatik (in Wechselwirkung mit dem sozialen Umfeld) über lange Zeit hin entwickelt. Die genaue klinische Beobachtung erfolgt mit einer sehr gründlichen Anamnese sowie der sorgfältigen Beobachtung von Einzelsymptomen. Nach Leonhard lassen sich globale psychiatrische Krankheitsbilder auf spezifische Klassenmerkmale dekomponieren. Danach sind Aussagen über Prognose und angezeigte Therapieformen möglich.
Die Leonhardsche Klassifikation stellt eine Dekomposition psychotischer Formenbestände dar. Als Kriterien werden vorliegende Symptome u. a. aus den folgenden Bereichen verwendet:
- Anamnese und Verlaufsform der Erkrankung (intensiv)
- Affektivität der Patienten
- Denkleistungen/Denkstörungen
- Ausdrucksverhalten/Ausdruckskrankheit

Die Leonhardsche Klassifikation ist heute vor allem für die Forschung interessant, da sich die nosologischen Klassen mit biologisch-psychiatrischen Erkenntnissen in Beziehung setzen lassen und in Forschungsprojekten als unabhängige Faktoren verwendet werden können. Die gebräuchlicheren Klassifikationen, die im ICD-10 und DSM-5 enthalten sind, eignen sich vor allem für den psychiatrischen Alltagsgebrauch und die Korrespondenz mit Krankenkassen und medizinischen Leistungsträgern, die im modernen Klinikbetrieb eine wesentliche Bedeutung erlangt haben. Beide Sichtweisen ergänzen einander.

## Klassen endogener Psychosen
Nachfolgend sind die aufgestellten Klassen und Formenbestände der endogenen Psychosen aufgeführt, wie sie von Karl Leonhard ursprünglich entwickelt wurden. Die Begriffe entstammen dabei einer historischen Sichtweise der Psychosen und umfassen schwere Krankheitsbilder, die nicht in den Bereich des klassischen Neurose-Begriffs fallen.
Leonhard unterschied zwischen phasischen und zykloiden Psychosen. Phasisch verlaufe eine Erkrankung immer dann, wenn die Symptomatik nach dem Auftreten eines Schubs abklingt, Residuen hinterlässt und später mit einem weiteren Schub erneut fortsetzt. Diese können beispielsweise phasisch progredient verlaufen. Zykloide Psychosen hingegen seien jene, denen nach einer oft heftigen akuten Krankheitsphase keine Residualsymptomatik folgt. Der Patient erholt sich und kann sich bis auf die mit dem eigenen Krankheitserleben verbundenen Erfahrungen restaurieren.
Anders als in modernen Klassifikationen stellt bei Leonhard der Begriff Schizophrenie keine Sammeldiagnose dar, sondern lediglich eine Unterform der endogenen Psychose. Die Schizophrenie kann demnach systematisch und unsystematisch verlaufen, wobei er in späteren Ausgaben seines Werkes davon ausging, dass sich die beiden lediglich symptomatisch ähneln, jedoch aufgrund der Verlaufsformen zwei verschiedene Ursachenkomplexe haben. Als zwei weitere Klassen unterteilt Leonhard in die frühkindliche Katatonien und Schizophrenien, denen seiner Ansicht nach weitere Ursachen zugrunde liegen müssten.

### Phasische Psychosen
- Manisch-depressive Krankheit (heute Bipolare Störung)
- rein melancholische und manische Symptombestände
  - Reine Melancholie
  - Reine Manie
- rein depressive und euphorische Symptombestände
  - Reine Depression
    - Gehetzte Depression
    - Hypochondrische Depression
    - Selbstquälerische Depression
    - Argwöhnische Depression
    - Teilnahmsarme Depression

  - Reine Euphorie
    - Unproduktive Euphorie
    - Hypochondrische Euphorie
    - Schwärmerische Euphorie
    - Konfabulatorische Euphorie
    - Teilnahmsarme Euphorie

### Zykloide Psychosen
- Heftige akute Krankheitsphasen, nach deren Abklingen keine Residualsymptomatik auftritt
- Angst-Glücks-Psychose (primär Affekt gestört)
- Erregt-gehemmte Verwirrtheitspsychose (primär Denkleistungen gestört)
- Hyperkinetisch-akinetische Motilitätspsychose (primär Motorik gestört)

### Unsystematische Schizophrenien
Im Verlauf entwickeln sich meist mäßige Residualzustände.
- Affektvolle Paraphrenie (primär ist der Affekt gestört)
- Kataphasie (Schizophasie) (primär sind die Denkleistungen gestört)
- Periodische Katatonie (primär ist die Motorik gestört)

### Systematische Schizophrenien
Hierbei ist ein oft schleichender Verlauf zu beobachten; es entwickeln sich mehrheitlich schwere Residualzustände.

#### Einfach-systematische Schizophrenien
Hebephrenien
Bei der Hebephrenie sind vor allem affektive Leistungen dahingehend gestört, dass entweder „mittelbare“ Gefühle oder aber die daraus resultierende Willensbildung erheblich beeinträchtigt ist. Mittelbare Gefühle sind Gefühle im Hinblick auf zukünftige oder vergangene Ereignisse, während „unmittelbare“ Gefühle durch gegenwärtig Erlebtes ausgelöst werden. Die unmittelbaren Gefühle sind bei den hebephren Erkrankten wenig beeinträchtigt. So kann sich der Erkrankte zwar über z. B. ein Spiel, das er spielt, erfreuen, ist aber – bei Störung der mittelbaren Gefühle – kaum emotional betroffen von in der Zukunft zu erwartenden positiven oder negativen Ereignissen.
Aufgrund dieser mangelnden Ergriffenheit kommt es zur Störung der Willensbildung – oder aber bei manchen Formen treten zwar mittelbare Gefühle auf, aber die Willensbildung per se funktioniert nicht. In beiden Fällen leben die Erkrankten in den Tag hinein, fällen keine auf die Zukunft gerichteten Entscheidungen und sind so auch in aller Regel nicht in der Lage, adäquat für sich planend zu sorgen. Eine Hebephrenie beginnt in der Regel früh, oft im Kindes- bzw. Jugendalter. Eine Negativsymptomatik steht ganz im Vordergrund. Positivsymptomatik kann in leichter oder moderater Ausprägung zwar bestehen, steht jedoch nur selten im Vordergrund und ist zumeist nur passager. Als Unterformen werden unterschieden:
- Läppische Hebephrenie: Typisch ist ein lächelnder Gesichtsausdruck, der sich insbesondere provozieren lässt, indem man sich dem Erkrankten zuwendet. Oft mutet das Verhalten der Betroffenen pubertär an, sie neigen nicht selten zu – teilweise sogar bösartigen – Streichen oder Blödeleien. Außerdem besteht eine erhebliche Antriebsschwäche. Das Denken der Erkrankten erfolgt zwar formal und inhaltlich weitgehend richtig, aber sie bemühen sich wenig um hochwertige Antworten, antworten oft vorschnell und unternehmen dann wenig Anstrengung, sich zu verbessern.
- Verschrobene Hebephrenie: Anfänglich treten bei den Erkrankten oft Zwangserscheinungen auf, später oft Manieren (Eigenarten). Stimmungsmäßig erscheinen die Betroffenen anhaltend etwas missgestimmt. Sie beklagen Beschwerden, meist körperlicher Art, was hypochondrischen Charakter aufweist. Typischerweise werden diese Beschwerden im Längsschnittverlauf, also auch nach mehreren Jahren unverändert vorgetragen. Im Verlauf kommt es zu zunehmender Affektverflachung. Das Denken ist weniger eingeschränkt als bei der läppischen Hebephrenie. Die eigentlich Psychosekranken laufen – bei Fehlen von Positivsymptomatik – eine gewisse Gefahr, als Zwangserkrankte verkannt bzw. fehldiagnostiziert zu werden.
- Flache Hebephrenie: Deutlicher als bei anderen Hebephrenieformen treten hier periodisch Verstimmungszustände auf. Diese gehen hier oftmals mit Sinnestäuschungen einher, teilweise auch mit Beziehungsideen. Nach einem durchgemachten Verstimmungszustand können sich die Erkrankten von der halluzinatorischen Symptomatik distanzieren. Außerhalb der Verstimmungszustände sind die Erkrankten in aller Regel sorgenlos zufrieden. Die Affekte verflachen bei dieser Hebephrenieform sehr deutlich, dennoch können die Betroffenen weitgehend sinnvolle Konversation betreiben. Wie bei allen Formen der Hebephrenien ist die Möglichkeit zum vorausplanenden Handeln beeinträchtigt und die Erkrankten fallen dadurch auf, dass sie kaum oder keine Zukunftspläne haben.
- Autistische Hebephrenie

Paraphrenien
Hier sind die Denkleistungen primär gestört (vorwiegend paranoide Verlaufsformen der Schizophrenie). Als Unterformen werden unterschieden:
- Hypochondrische Paraphrenie
- Phonemische Paraphrenie
- Inkohärente Paraphrenie
- Phantastische Paraphrenie: Es treten Halluzinationen optischer, akustischer, olfaktorischer und gustatorischer Natur auf sowie Körpermissempfindungen – alles von zum Teil sehr bizarrer Ausformung – ebenso Wahnbildung. Typisch für die phantastische Paraphrenie sind Schilderungen der Erkrankten über szenische Halluzinationen, die verschiedene Sinnesbereiche betreffen. Daneben bestehen phantastische Ideenbildungen, zum Teil völlig absurden Charakters (z. B. dass es ganz normal sei, dass Tote wieder lebendig werden). Charakteristisch sind auch groteske Personenverkennungen (oft erkennen die Erkrankten große, bedeutende Persönlichkeiten in ihrer Nähe); auftretende Größenideen haben auch absurden Charakter. Affektiv erregt werden die Erkrankten durch ihre Erlebenswelt (z. B. durch ihre szenischen Halluzinationen, die oft grausamen Inhalts sind) nur eher wenig, und wenn dann nicht von langer Dauer oder hoher Intensität. Das Denken kann (mäßig) sprunghaft-abschweifend sein, eine schwere Inkohärenz des Denkens liegt aber nicht vor. Sprachliche Fehlleistungen (z. B. jemand fühlt sich „abgeleibt“) und gehäuft grammatische Fehler treten auf.
- Konfabulatorische Paraphrenie
- Expansive Paraphrenie

Katatonien
- Bei den Katatonien ist die Motorik primär gestört, und zwar auf unterschiedliche Weise verzerrt oder stark eingeschränkt. Als Unterformen werden unterschieden:
  - Parakinetische Katatonie
  - Manierierte Katatonie: Es kommt zu einer Verarmung der Motorik mit zunehmender Starrheit. Unwillkürliche Bewegungsabläufe nehmen ab, willkürliche Bewegungen werden unharmonisch-hölzern. So wird auch das Sprechen unmodulierter. Der Veränderungen der Körperbewegungen bzw. der Motorik haben vom Aspekt her eine gewisse Ähnlichkeit zur hypokinetisch-rigiden Symptomatik des Morbus Parkinson. Es treten Manierismen auf, also sinnentleerte Bewegungsabläufe, die sich wiederholen (z. B. Körperdrehung beim Durchschreiten von Türen, Weglegen des Bestecks zwischen zwei Bissen). Selbige lassen sich diagnostisch von Zwangshandlungen unterscheiden, da letztere ursächlich darauf abzielen Unlustgefühle (Angst) abzubauen oder diese nicht aufkommen zu lassen, was bei den Manieren nicht der Fall ist. Im Rahmen der manierierten Katatonie werden Bewegungsabläufe, die nicht regelmäßig erfolgen, in späteren Krankheitsstadium kaum noch durchgeführt – als wären sie verlernt. Therapeutisch ist daher ein Üben von Bewegungen/Alltagsaktivitäten sehr wichtig.
  - Bei fortgeschrittenen Erkrankungsstadien können die Erkrankten sich zunehmend schlechter versorgen, da ihnen das dazu nötige Bewegungsrepertoire fehlt; es kann eine erhebliche Einschränkung des Aktionsradius eintreten. Es treten auch Unterlassungsmanieren auf (Nahrungsverweigerung, Stehen immer auf dem gleichen Platz, Mutismus). Die Affektivität ist bei der Erkrankung nur eher leicht beeinträchtigt, im Verlauf verflacht der Affekt. Das Denken ist nur gering beeinträchtigt, im Erkrankungverlauf treten wohl lediglich milde intellektuelle Einbußen auf.
  - Proskinetische Katatonie
  - Negativistische Katatonie
  - Sprechbereite Katatonie
  - Sprachträge Katatonie

#### Kombiniert-systematische Schizophrenien
- Diese Psychosen gelten als seltene Formen mit sehr schlechter Prognose. Hierunter wird klassifiziert, wenn bei einer Person mehrere einfache systematische Formen zugleich vorliegen, z. B. die Kombination einer inkohärenten mit einer phonemischen Paraphrenie, die dann als inkohärent-phonemische Paraphrenie bezeichnet wird. Auch das Vorliegen von sehr seltenen 3-er Kombinationen wird von Karl Leonhard beschrieben. Er gab an, lediglich Kombinationen innerhalb einer Gruppe (einfache Katatonien, Hebephrenien bzw. Paraphrenien) beobachtet zu haben, jedoch keine Kombinationen zwischen diesen Gruppen. Die Diagnosestellung einer kombinierten Form ist besonders schwierig in Anbetracht der vielen Formen und auch des möglichen Entstehens von ganz neuen Symptomen oder dadurch, dass gegensätzliche Symptome der einzelnen einfachen Form bei deren Zusammentreffen sich gegenseitig aufheben können. Als Unterformen werden unterschieden:
  - Kombiniert-systematische Katatonien
  - Kombiniert-systematische Hebephrenien
  - Kombiniert-systematische Paraphrenien
  - Kombiniert-systematische Schizophrenien

- frühkindliche Katatonien
- frühkindliche Schizophrenien

## Publikationen (Auswahl)
Karl Leonhard ist vor allem als Psychiater tätig gewesen. Er hat aber ein sehr vielfältiges wissenschaftliches Werk hinterlassen, das sich auch auf Bereiche der Psychologie bezieht.
- Aufteilung der endogenen Psychosen und ihre differenzierte Ätiologie. 8. Auflage. Georg Thieme Verlag, Stuttgart/New York 2003, ISBN 3-13-128508-7. (deutsch, englisch, italienisch, spanisch, japanisch)
- Differenzierte Diagnostik der endogenen Psychosen, abnormen Persönlichkeitsstrukturen und neurotischen Entwicklungen. 4. Auflage. Ullstein Medical, Verlag Gesundheit, Berlin 1991, ISBN 3-333-00616-2.
- Der menschliche Ausdruck in Mimik, Gestik und Phonik. 3. Auflage. Würzburg 1997, ISBN 3-00-002040-3.
- V. Leonhard (Hrsg.): Meine Person und meine Aufgaben im Leben. Band 4 der Schriftenreihe der Wernicke-Kleist-Leonhard-Gesellschaft. Verlag Frankenschwelle H.-J. Sailer, Hildburghausen 1995, ISBN 3-86180-050-0.
- Biologische Psychologie. 6. Auflage. S. Hirzel Verlag, Stuttgart 1993, ISBN 3-7776-0500-X. (deutsch, ungarisch)
- Bedeutende Persönlichkeiten in ihren psychischen Krankheiten. 2. Auflage. Ullstein Mosby, Berlin 1992, ISBN 3-86126-014-X.
- Kinderneurosen und Kinderpersönlichkeiten. 4. Auflage. Berlin 1991, ISBN 3-333-00617-0.
- Individualtherapie der Neurosen. 3. Auflage. Thieme, Leipzig 1981, ISBN 3-437-10730-5.

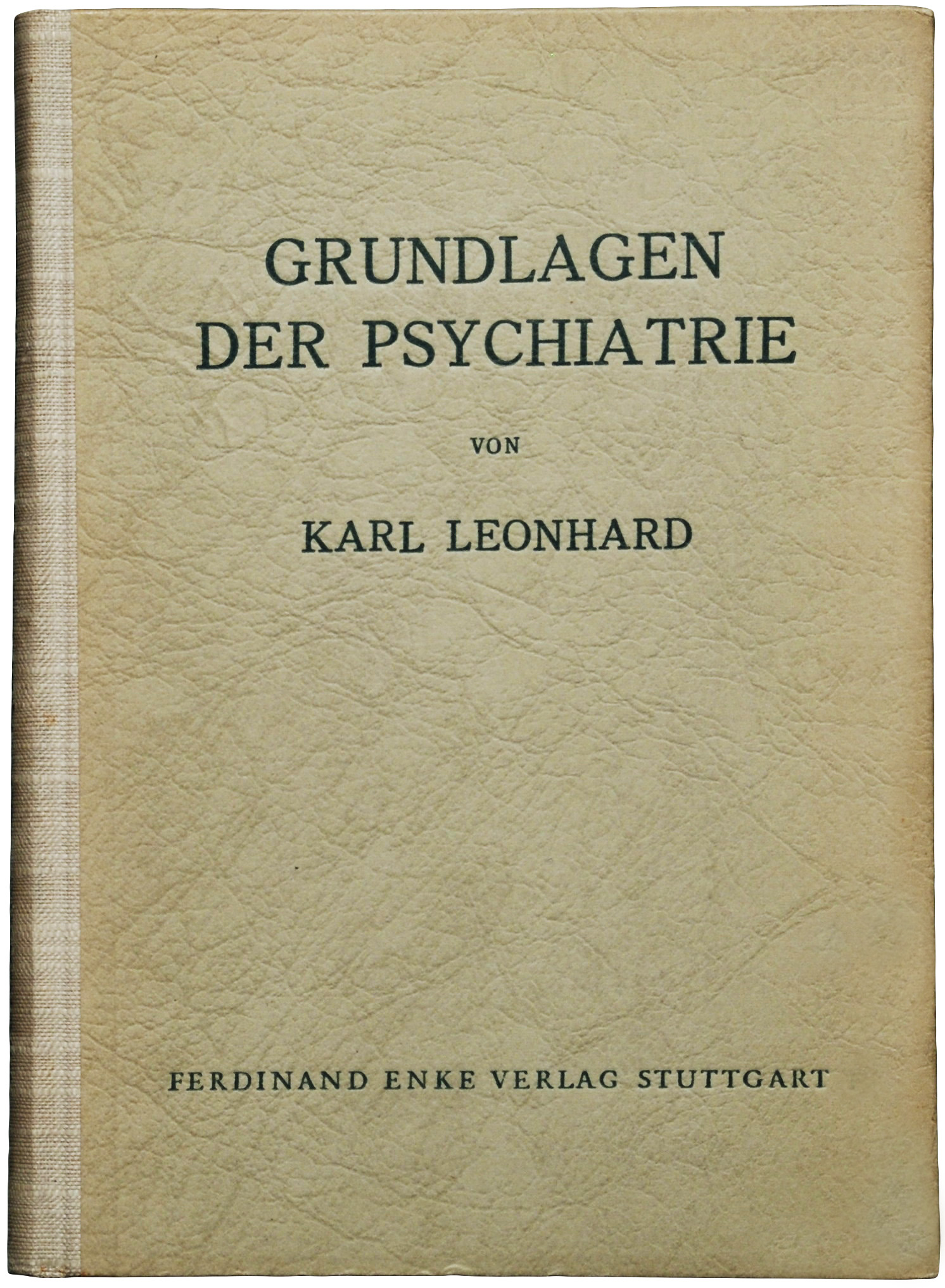
(Verlagseinband der Erstausgabe 1948)

- Karl Leonhard, in: Ludwig J. Pongratz: Psychiatrie in Selbstdarstellungen. Bern : Huber, 1977, ISBN 3-456-80307-9, S. 258–282.
- Akzentuierte Persönlichkeiten. 2. Auflage. Berlin 1976, ISBN 3-437-10447-0. (deutsch, rumänisch, russisch)
- Biopsychologie der endogenen Psychosen. Hirzel, Leipzig 1970.
- Normale und abnorme Persönlichkeiten. Verlag Volk und Gesundheit, Berlin 1964.
- Instinkte und Urinstinkte in der menschlichen Sexualität. Zugleich ein Beitrag zur Entwicklungsgeschichte menschlicher Instinkte. Enke, Stuttgart 1964.
- Individualtherapie und Prophylaxe der hysterischen, anankastischen und sensohypochondrischen Neurosen. G. Fischer, Jena 1959.
- Grundlagen der Neurologie. Enke, Stuttgart 1951.
- Gesetze und Sinn des Träumens. Zugleich eine Kritik der Traumdeutung und ein Einblick in das Wirken des Unterbewußtseins. 2. Auflage. Stuttgart 1951. (deutsch, spanisch)
- Ausdruckssprache der Seele : Darstellung der Mimik, Gestik und Phonik des Menschen. Haug Verlag, Berlin 1949.
- Grundlagen der Psychiatrie. Enke, Stuttgart 1948.
- Die Gesetze des normalen Träumens. Thieme, Leipzig 1939.
- Die defektschizophrenen Krankheitsbilder: ihre Einteilung in zwei klinisch und erbbiologisch verschiedene Gruppen und in Unterformen vom Charakter der Systemkrankheiten. Leipzig 1936.